# Верхня мозочкова артерія
Верхня мозочкова артерія (ВМА) бере свій початок поблизу закінчення базилярної артерії в вілізієвому (вертебро-базилярному) колій кровопостачає (частково) мозочок і середній мозок. 

## Структура
ВМА проходить латерально, впритул під окоруховим нервом, який відокремлює його від задньої мозкової артерії, звивається навколо ніжки мозку, близько до блокового нерва, і, виходячи на поверхню мозочка, ділиться на гілки, що розгалужуються в м'якій мозковій оболоні й анастомозують (утворюють з'єднання) з передньою та задньою нижньою мозочковою артерією .
Кілька гілок відходить до шишкоподібного тіла, переднього мозкового відділу та павутинчастого сплетення третього шлуночка .

## Функція

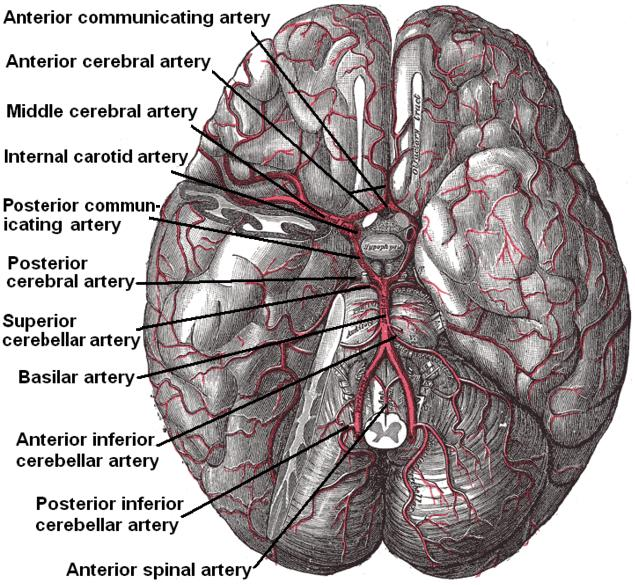
Артерії основи мозку. Верхня мозочкова артерія, позначена біля центру. Скроневий полюс головного мозку та частина півкулі мозочка видалені з правого боку (ліва половина схеми). Вигляд знизу.

Артерія кровопостачає:
- Верхню половину мозочка
- Частково середній мозок

## Клінічне значення
ВМА часто є причиною невралгії трійчастого нерва. Вона компремує (здавлює) трійчастий нерв, викликаючи пронизливий біль, що розповсюджується вздовж ходу нерва на обличчі пацієнта. Однак під час розтину в 50% осіб без невралгії трійчастого нерва також знаходили здавлення його цією артерією 

## Дивитися також
- Задня мозкова артерія

1. ↑  Refer to diagrams.
2. ↑  Handbook of Neurosurgery, Greenberg, M.D., Thieme 2006

## Зовнішні посилання
- http://neuroangio.org/anatomy-and-variants/superior-cerebellar-artery/
- Anatomy diagram: 13048.000-1. Roche Lexicon - illustrated navigator. Elsevier. Архів оригіналу за 1 січня 2014.